# P-5 (pocisk)
P-5 (ros. П-5) – radziecki strategiczny pocisk manewrujący klasy woda-ziemia, opracowany pod koniec lat 50 XX wieku. Jego wariantami rozwojowymi były P-6, P-7, P-35 i Progriess. Cała rodzina pocisków została oznaczona w kodzie NATO jako SS-N-3 Shaddock, w tym P-5 – SS-N-3C, natomiast wersja bazowania lądowego jako SS-C-1 Sepal. Spotykana jest potoczna rosyjska nazwa piatiorka („piątka”).

## Historia
Pocisk został opracowany jako broń do strategicznych ataków na cele lądowe z wynurzonych okrętów podwodnych. Skonstruowany został w biurze OKB-52 głównego konstruktora Władimira Czełomieja, który wcześniej zebrał doświadczenia opracowując pocisk 10Ch – radziecką kopię niemieckiego V-1. Wstępne prace nad projektem Czełomiej prowadził już w 1954 roku, a 8 sierpnia 1955 roku opracowanie pocisku zostało zlecone oficjalnie postanowieniem władz. Równolegle pocisk takiego samego przeznaczenia P-10 opracowywało biuro Berijewa, lecz okazał się znacznie gorszy, a przy tym większy, i jego rozwój został zarzucony. Nowością przyjętą w konstrukcji pocisku P-5 był start bezpośrednio z kontenera o niewielkiej średnicy i rozkładanie skrzydeł w locie, nie wymagające procedur przygotowania pocisku do startu z wyrzutni. Rozwój odrzutowego silnika marszowego został zlecony biuru OKB-300 głównego konstruktora Tumanskiego, a później został  przeniesiony do OKB-26 W. Sorokina w Ufie. 

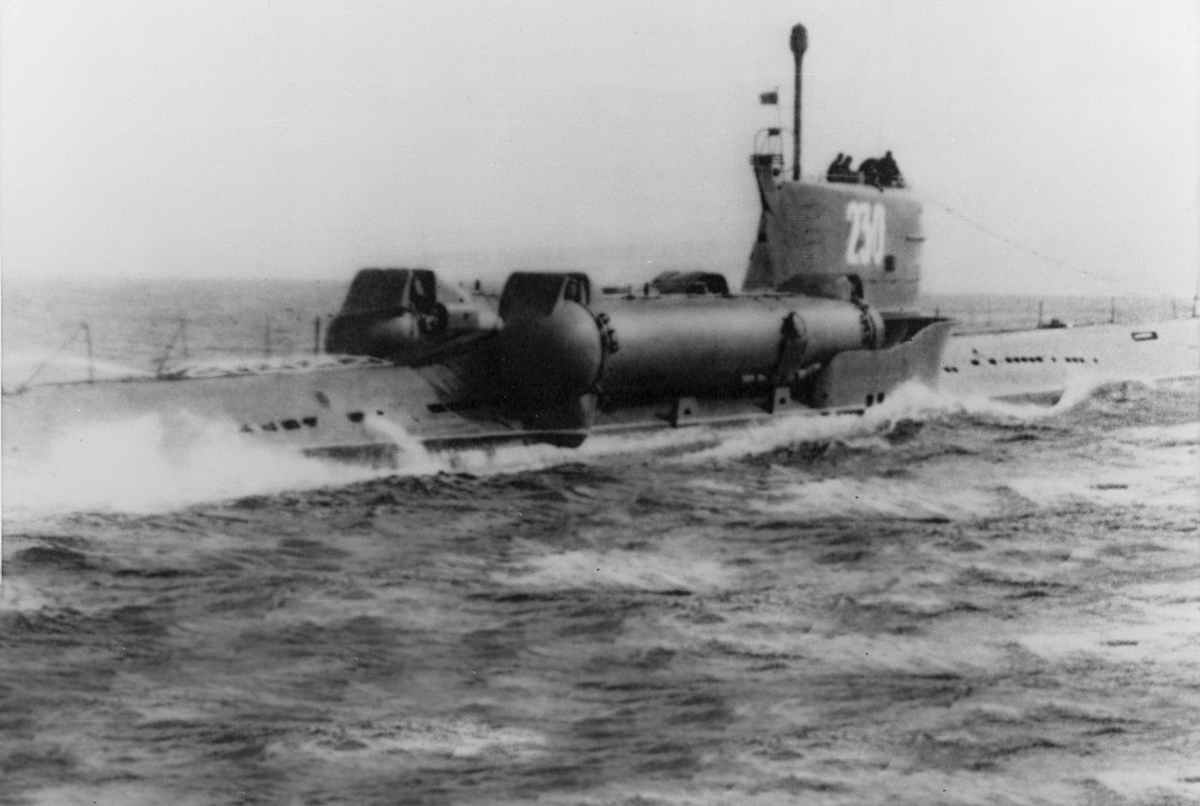
Okręt podwodny proj. 644 z dwoma wyrzutniami P-5

Pierwsze próby startów na lądzie prowadzono od 28 sierpnia 1958 roku. Próby następnie prowadzono od listopada tego roku na zmodyfikowanym okręcie podwodnym S-146 projektu 613. Kompleks P-5 został przyjęty oficjalnie na uzbrojenie postanowieniem z 19 czerwca 1959 roku. W toku prób określono zasięg od 80 do 500 km, prędkość na 1250-1300 km/h, a dokładność trafienia 8 km. Wysokość lotu w podstawowej wersji wynosiła 400-800 m, a ustalał ją barometryczny wysokościomierz. Za skonstruowanie pocisku W. Czełomiej w 1959 roku otrzymał tytuł Bohatera Pracy Socjalistycznej i wraz z zespołem Nagrodę Leninowską.
Pocisk miał długość 10 819 mm, średnicę kadłuba do 860 mm, rozpiętość skrzydeł ok. 3 m. Skrzydła miały skos 58° i cięciwę przy kadłubie 2,6 m, a na końcach 1,06 m. Masa startowa z silnikami startowymi wynosiła 5,1 t, w tym silniki ok. 0,8 t. W pierwszym przedziale długości 1875 mm była aparatura, w drugim długości 2050 mm głowica bojowa. W trzecim przedziale był zbiornik paliwa, a w czwartym silnik turboodrzutowy KRD-26 o ciągu 2,5 tony, z chwytem powietrza pod kadłubem. Start umożliwiały rakietowe silniki startowe PRD-34 pod kadłubem, o ciągu 36,6 T. Pocisk miał jeden reżim lotu, z dużą prędkością, bez wykonywania manewrów. Kierowanie zapewniał w pierwszej wersji prosty automatyczny pilot, w wersji P-5D uzupełniony o dopplerowski miernik radarowy prędkości i zniosu, zwiększający dokładność.
Pocisk P-5 używany był na okrętach podwodnych projektu 644 i 665 (kod NATO: Whiskey Twin Cylinder / Whiskey Long Bin) oraz projektu 659 (Echo I). Pociski te mogły być wystrzeliwane również z nowszych okrętów podwodnych projektu 651 (Juliett) i projektu 675 (Echo II – tylko w 6 z 8 wyrzutni), lecz faktycznie nie były na nich stosowane. Wkrótce skrzydlate pociski strategiczne zostały uznane za broń mało przydatną w ewentualnej wojnie pełnoskalowej, gdyż wymagały podejścia przez okręty podwodne w pobliże brzegów ewentualnego przeciwnika. Wobec tego, postanowieniem z 24 sierpnia 1965 roku pocisk P-5 został wycofany z uzbrojenia. Faktycznie zostały wycofane z marynarki wojennej i wojsk lądowych do 1968 roku.
Koszt pocisku P-5 był około półtora raza mniejszy od myśliwca MiG-21 i około trzy razy większy niż pocisku przeciwokrętowego P-15.
Oprócz okrętów, pociski P-5 zostały zaadaptowane na uzbrojenie kompleksu bazowania naziemnego S-5 (2K17), z samobieżną wyrzutnią 2P30 na podwoziu ZiŁ-135, przyjętego na uzbrojenie 30 grudnia 1961 roku. Tworzyły pułki z ośmioma wyrzutniami, używane w wojskach lądowych.

## Wersje
- P-5 (4K34) – wersja bazowa pocisku woda-ziemia z autopilotem i wysokościomierzem barometrycznym z dokładnością trafienia 8 km, przyjęta na uzbrojenie 19 czerwca 1959 roku[6].
- P-5D (4K95) – wersja woda-ziemia z 1959 roku z radarem dopplerowskim (litera „D”) i radiowysokościomierzem, cechująca się większą dokładnością trafienia (4 km) i obniżoną wysokością lotu (200-800 m), przyjęta na uzbrojenie 3 marca 1962 roku[9].
- wersje nieprodukowane:
  - P-5I – wersja z żyroskopowo-inercyjnym systemem kierowania, nie przyjęta na uzbrojenie[5].
  - P-5N/NA – projektowana wersja przenoszona przez samoloty (powietrze-ziemia), nie zbudowana[5].
  - P-5RG – projektowana wersja przeciwokrętowa (woda-woda) z samonaprowadzaniem radarowym, o zasięgu do 200 km, anulowana w 1960[11].

- pociski bazowania lądowego:

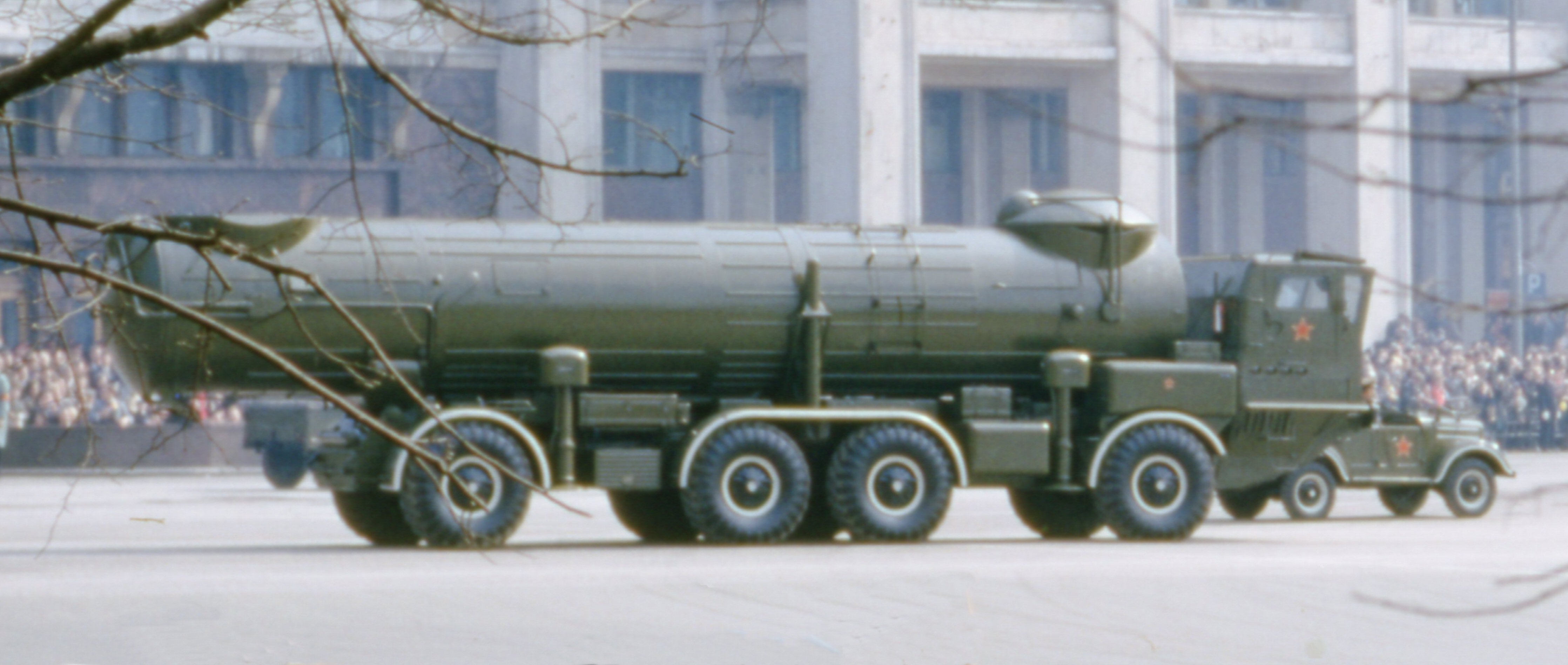
Wyrzutnia pocisków S-5

  - S-5 (2K17) – wersja ziemia-ziemia na bazie P-5D, o zasięgu 80-500 km, odpalana z samobieżnej wyrzutni kontenerowej 2P30 na podwoziu ZiŁ-135, przyjęta na uzbrojenie 30 grudnia 1961 roku[10].
  - S-5M (2K17M) – zmodernizowana wersja ziemia-ziemia z 1964 roku z pociskiem 9M78 omijającym przeszkody terenowe i wyrzutnią 9P123, nie produkowana[10].
  - S-5W – wersja aeromobilna z czterokołową wyrzutnią samobieżną 9P116, przemieszczającą się samodzielnie na niewielkie odległości i przystosowaną do przenoszonia śmigłowcem Mi-10RWK, nie produkowana[10].
- wersje pochodne:
  - P-6 – pocisk woda-woda wystrzeliwany z okrętów podwodnych[12].
  - P-7 (4K77) – pocisk woda-ziemia o zwiększonym zasięgu (900 km), pierwszy lot w 1961, program anulowany w 1965 roku[13].
  - P-35 – pocisk woda-woda wystrzeliwany z okrętów nawodnych[12].

## Zastosowanie
- 6 okrętów podwodnych projektu 644 (kod NATO: Whiskey Twin Cylinder) – 2 wyrzutnie
- 6 okrętów podwodnych projektu 665 (kod NATO: Whiskey Long Bin) – 4 wyrzutnie
- 5  atomowych okrętów podwodnych projektu 659 (kod NATO: Echo I) – 6 wyrzutni
- 29 atomowych okrętów podwodnych projektu 675 (kod NATO: Echo II) – 6 wyrzutni (tylko potencjalna możliwość)[8]